# Dory Funk, Jr.
Dory Funk, Jr. (născut Dorrance Earnest Funk Jr. pe 3 februarie 1942) este un fost wrestler american, actualmente antrenor de wrestling. Se află pe locul doi într-un top al wrestlerilor care au deținut cel mai mult timp centura NWA World Heavyweight Championship, Funk deținând acest titlu timp de 4 ani.
El este fiul lui Dory Funk și fratele lui Terry Funk.